# Giovanni Battista Foggini
Giovanni Battista Foggini, italijanski baročni kipar, * 1652, † 1737.